# Walter Braunfels
Walter Braunfels (ur. 19 grudnia 1882 we Frankfurcie nad Menem, zm. 19 marca 1954 w Kolonii) – niemiecki kompozytor i pianista.

## Życiorys
Studiował u Jamesa Kwarta we Frankfurcie nad Menem, następnie w Wiedniu u Teodora Leszetyckiego (fortepian) i Karela Navrátila (kompozycja) oraz w Monachium u Ludwiga Thuillego i Felixa Mottla. W latach 1913–1925 mieszkał w Holzen pod Monachium, gdzie komponował i koncertował. W 1925 roku został powołany na dyrektora Hochschule für Musik w Kolonii. Po dojściu do władzy nazistów w 1933 roku został zwolniony z tego stanowiska, a następnie wykluczony z Reichsmusikkammer. Okres III Rzeszy spędził w Bad Godesberg, a później w Überlingen, poświęcając się wyłącznie pracy twórczej. W 1945 roku powrócił na stanowisko dyrektora Hochschule für Musik, które piastował do 1950 roku.

## Twórczość
Twórczość Braunfelsa osadzona była w tradycji niemieckiego romantyzmu. Kompozytor w swoich dziełach nawiązywał do dokonań uwielbianego przez siebie Hectora Berlioza, a także Richarda Straussa i Hansa Pfitznera. Jako pianistę ceniono go w zakresie wykonawstwa utworów Bacha i Beethovena.
Skomponował m.in. dziesięć oper, z których za najwybitniejszą uznawana jest Die Vögel do własnego libretta napisanego na podstawie sztuki Arystofanesa (1919), ponadto utwory orkiestrowe (Don Juan, eine klassisch-romantische Phantasmagorie), utwory kameralne (w tym cztery kwartety smyczkowe), utwory fortepianowe, utwory wokalno-instrumentalne (m.in. Passionkantate na baryton, chór i orkiestrę, 1943), pieśni.